# Municipio de Pleasant (condado de Harvey)
El municipio de Pleasant (en inglés: Pleasant Township) es un municipio ubicado en el condado de Harvey en el estado estadounidense de Kansas. En el año 2010 tenía una población de 400 habitantes y una densidad poblacional de 4,25 personas por km².

## Geografía
El municipio de Pleasant se encuentra ubicado en las coordenadas 38°2′47″N 97°12′17″O / 38.04639, -97.20472. Según la Oficina del Censo de los Estados Unidos, el municipio tiene una superficie total de 94.09 km², de la cual 93,32 km² corresponden a tierra firme y (0,82 %) 0,77 km² es agua.

## Demografía
Según el censo de 2010, había 400 personas residiendo en el municipio de Pleasant. La densidad de población era de 4,25 hab./km². De los 400 habitantes, el municipio de Pleasant estaba compuesto por el 96,75 % blancos, el 0,75 % eran afroamericanos, el 1,75 % eran de otras razas y el 0,75 % eran de una mezcla de razas. Del total de la población el 3,75 % eran hispanos o latinos de cualquier raza.